# Перголицци, Розарио
Розарио Перголицци  (итал. Roberto Breda; 7 октября 1968, Палермо, Италия) — итальянский футболист и тренер.

## Карьера
Выступал на позиции защитника. Начинал свою карьеру в «Ольбии», но вскоре перешел в «Наполи», за который провел в Серии A одну игру. Также один сезон выступал в элите за «Асколи». Дважды подряд становился чемпионом Серии B с «Болоньей» и «Брешией».
После завершения карьеры занялся тренерской деятельностью. В первое время являлся ассистентом Джузеппе Пиллона в «Асколи» и в «Бари». Долгое время успешно руководил молодежным составом «Палермо», а конце апреля 2007 года Перголицци вместе с Ренцо Гоббо до конца сезона возглавил выступавший в Серии А основной состав после отставки Франческо Гвидолина. Вернувшись в молодежку «Палермо», специалист приводил ее к победе в Примавере.
В июне 2011 года Перголицци стал наставником вылетевшего из Серии B «Портогруаро», однако ещё до начала сезона он покинул клуб из-за серьезных семейных проблем. Вскоре он ненадолго возглавил «Павию», не добившись с ней высоких результатов. По ходу 2013 года дважды принимал «Асколи» (позднее работал с юниорами клуба). В 2019 году во второй раз в своей карьере возглавил «Палермо», но к тому моменту клуб был уже в Серии D. Благодаря наставнику «орлы» смогли добиться повышения в классе. В сезоне 2023/24 он вывел в Серию C уже «Кампобассо», но его руководство все равно решило расторгнуть контракт с ним.
В июне 2024 года Розарио Перголицци стал новым главным тренером «Реджо Калабрии» (бывшей «Реджины»).

## Достижения

### Футболиста
- Чемпион Серии B (2): 1995/96, 1996/97.

### Тренера
- Победитель Примаверы 1 (1): 2008/09.